# 马塞拉克站
马塞拉克站，是法国的一个铁路车站，位于法国44省的马塞拉克境内。

## 位置
马塞拉克站位于马塞拉克市区的北部，雷恩－勒东铁路430.417公里处。车站大致呈东西走向，开口朝南。

## 设施
马塞拉克站是一个无人看守的乘降所，原有的站房已废弃，现无任何售票设施。在该站上车的乘客需主动购票或使用通勤卡。
马塞拉克站没有人行天桥或地下通道，前往上行（雷恩方向）站台的乘客需横穿铁路正线，因此该站存在一定的安全隐患。

## 停靠线路
以下列车线路在马塞拉克站停靠：
| 马塞拉克站列车线路表 |      |        |        |              |
| 线路                 | 车种 | 上一站 | 下一站 | 大致运行频率 |
| 雷恩—勒东/洛里昂     | TER  | 贝莱   | 勒东   | 每天1~5趟    |
| 1.                   |      |        |        |              |

## 配套交通

### 长途客车
马塞拉克站附近暂无常规长途客运线路。当铁路线施工或罢工时，SNCF可能也会提供途径该线路沿途站点的大巴车，上下车地点可能在马塞拉克市区。

### 市内交通
马塞拉克站附近暂无城市公共交通线路。

### 社会车辆
马塞拉克站门口可停靠少量车辆。

## 临近车站
| 马塞拉克站（Gare de Massérac） |                |          |
| 上行车站                       | 线路           | 下行车站 |
| 贝莱站                         | 雷恩－勒东铁路 | 勒东站   |
| - 本表仅显示运营中的线路及车站 |                |          |